# 平湯大滝公園

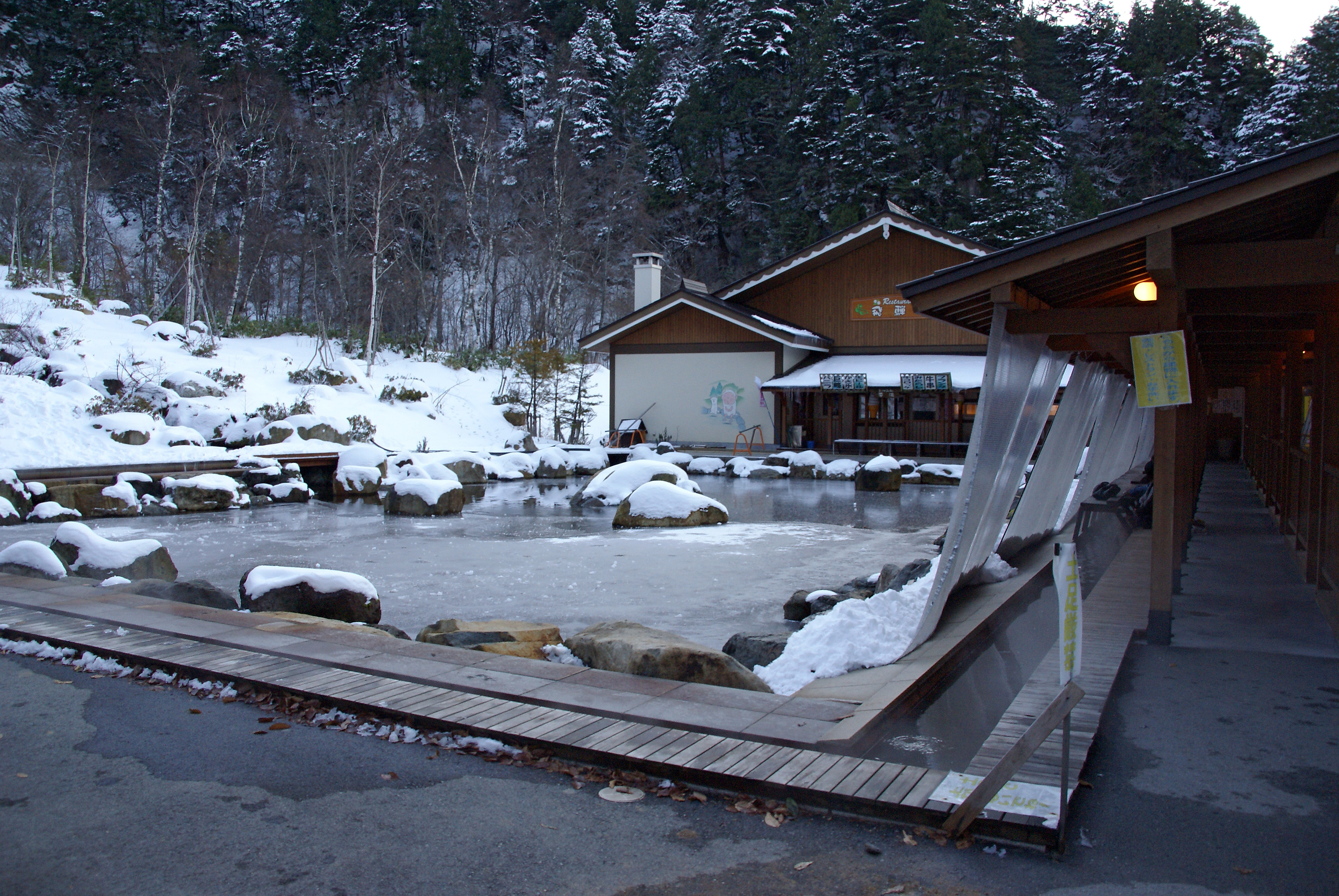
足湯

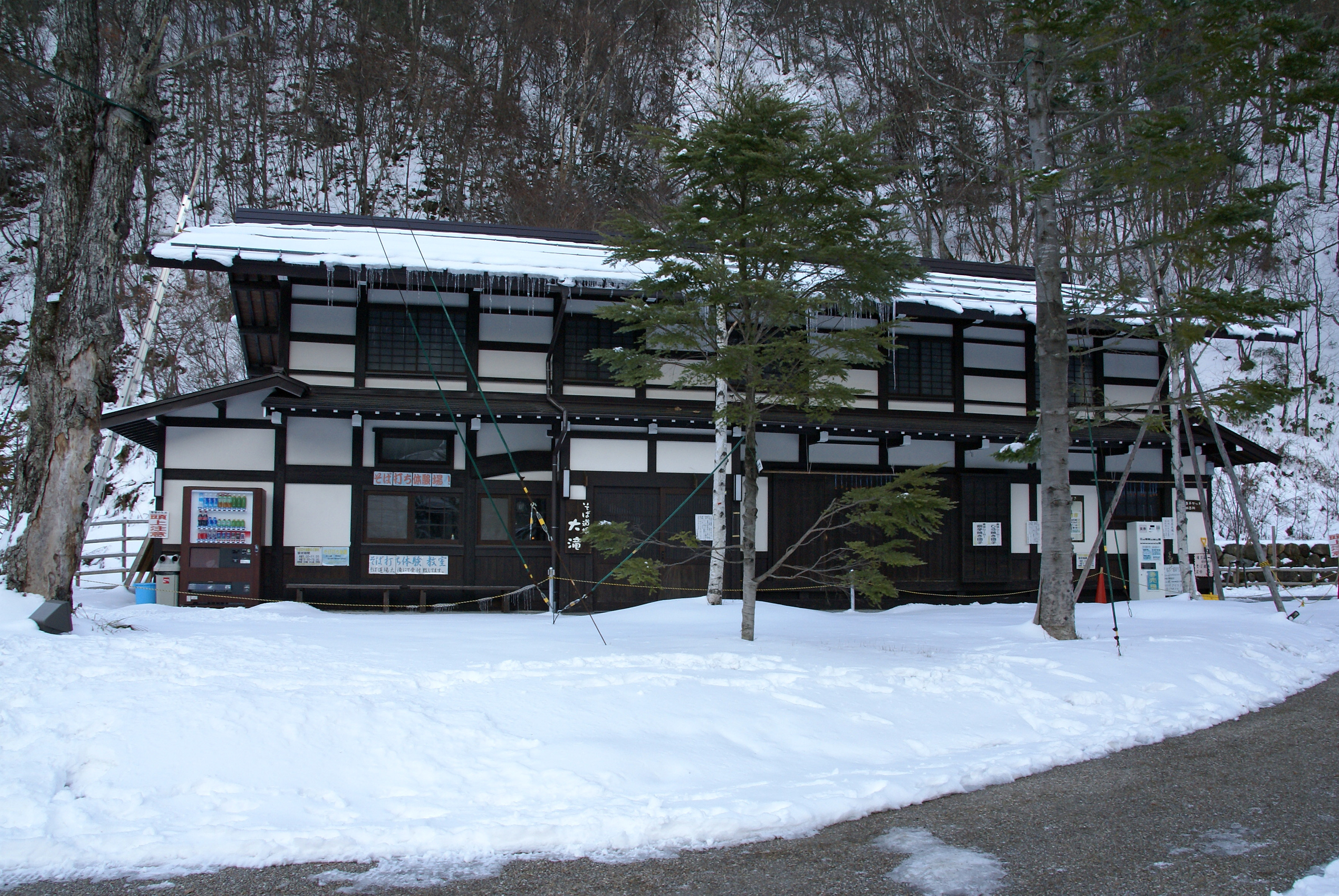
そば道場「大滝」

平湯大滝公園（ひらゆおおたきこうえん）は岐阜県高山市の奥飛騨温泉郷・平湯温泉の平湯大滝に隣接していたテーマパーク。オープンは2004年8月7日。株式会社平湯大滝公園が運営していた。中部山岳国立公園特別地域にあり、面積は約4ha。「作る・食べる・癒す」をコンセプトとして総事業費12億円（高山市が約11.5億円、株式会社ファームが0.5億円出資）をかけて施設や遊歩道などが整備された。ファームが手掛ける21番目の施設であった。
しかし、出資していたファームが2016年5月30日に東京地方裁判所へ民事再生法適用を申請。その後同年10月31日に閉鎖となった。株式会社平湯大滝公園も、2018年11月7日に岐阜地方裁判所高山支部から特別清算開始命令を受けた。
その後は再使用されず廃墟化している。

## 施設
- そば道場「大滝」 - 築100年超の民家を使用
- 足湯 - 地下から汲み上げた源泉に平湯大滝の水を加えて適温にした天然温泉の足湯。20m四方の池を囲むように配置されている。
- ロックガーデン
- 味のレストラン「飛騨路」
- ショップ・青空市場 - 山之村牧場の製品を販売
- 映像ホール - 250インチ画面で飛騨の自然・文化を紹介する
- 野外ステージ
- 手づくり体験教室

## イベント
- 平湯大滝結氷まつり - 平湯大滝で毎年2月に開催されるライトアップのイベント

## 周辺
- 平湯大滝 - 日本の滝百選の一つ（約700m）
- 平湯温泉スキー場

## 利用情報

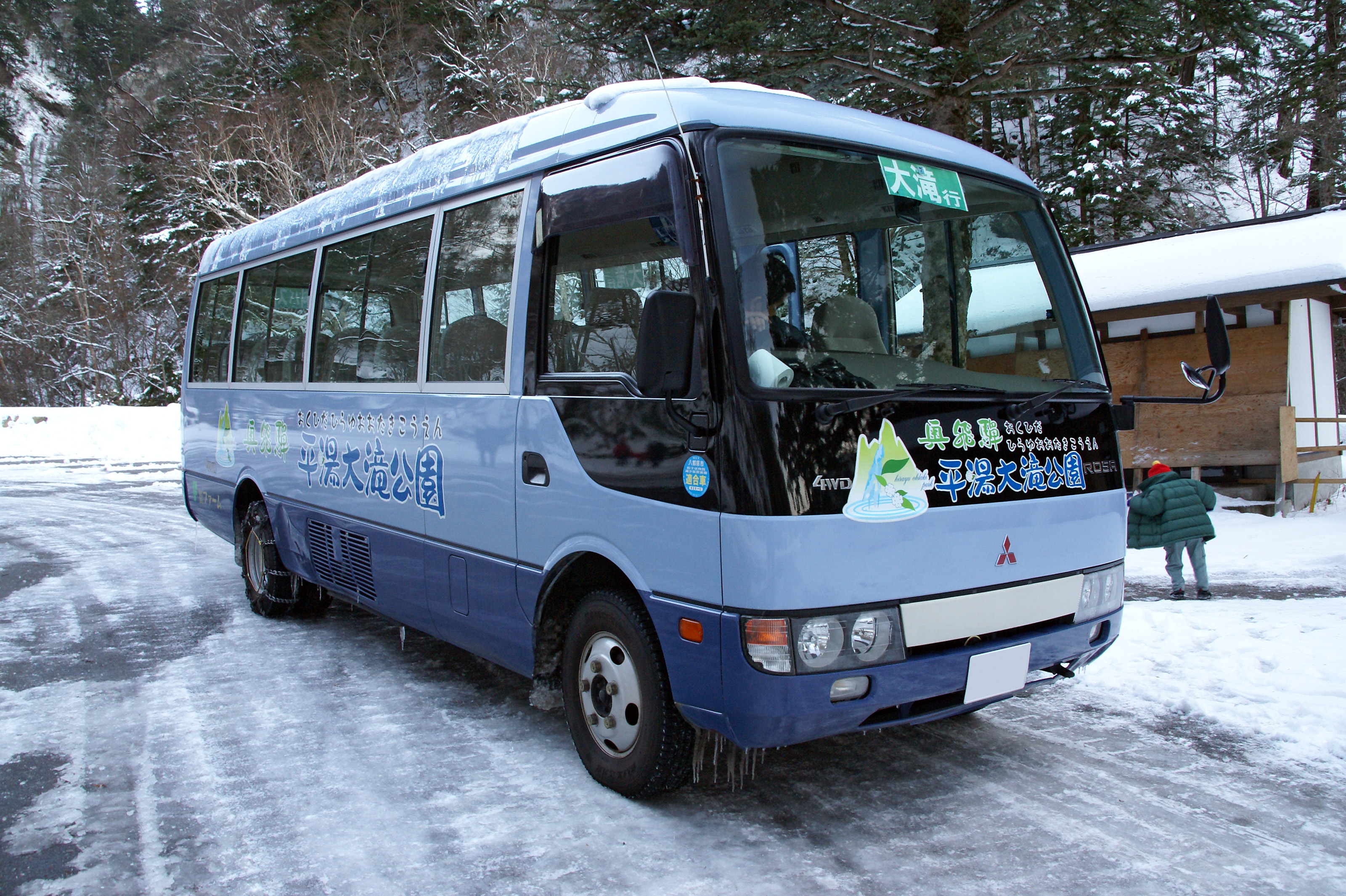
シャトルバス

- 開園時間 - 10:00～17:00（冬季10:00～16:00）
- 入場無料（ただしマイカーでの来場者には、環境整備協力金として駐車料金が必要）
- 園内交通 - ショップ・青空市場前から平湯大滝まではシャトルバスが運行されている
- 所在地 - 〒506-1433 岐阜県高山市奥飛騨温泉郷平湯

## 交通アクセス
- JR高山線 高山駅から濃飛バスで50分、平湯バスターミナル下車、徒歩25分